# Dunioa picturata
Dunioa picturata är en insektsart som först beskrevs av Evans 1966.  Dunioa picturata ingår i släktet Dunioa och familjen dvärgstritar. Inga underarter finns listade i Catalogue of Life.